# Burg Greetsiel
Die Burg Greetsiel war die Stammburg der ostfriesischen Grafen- und Fürstenfamilie Cirksena. Sie lag im Zentrum des ostfriesischen Dorfes Greetsiel im Landkreis Aurich in Niedersachsen. Von 1490 bis zu ihrem Tod 1522 war die ostfriesische Grafentochter Almuth Cirksena in der Burg festgesetzt.

## Geschichte
Eine erste Häuptlingsburg, das sogenannte olde huus in Greetsiel wurde zwischen 1362 und 1388 von der ostfriesischen Häuptlingsfamilie der Cirksena erbaut. Ursprünglich hatte die Familie ihren Sitz im zwei Kilometer südlich gelegenen Appingen. Nachdem dort der Zugang zum offenen Meer verlandete, verlegte Haro Edzardsna den Sitz der Familie an das kurz zuvor errichtete Siel. Im Zuge des Aufstiegs der Cirksena zur führenden Häuptlingsfamilie ließ Ulrich Cirksena by dat olde huus zwischen 1457 und 1460 eine Vierflügelanlage mit Wehrturm bauen. Am 23. Dezember 1464 wurde Ulrich durch Kaiser Friedrich III. in den Reichsgrafenstand erhoben und mit Ostfriesland belehnt. Auch nach der Verlegung des Regierungssitzes nach Emden und später nach Aurich zählte die Burg zu den bedeutendsten Stätten ostfriesischer Geschichte. Im Zuge der Geldrischen Fehde nahm Balthasar von Esens 1534 die Burg Greetsiel ein und behielt sie als Faustpfand für den Friedensschluss. 1462 wurde hier Graf Edzard der Große geboren. Unter seiner Herrschaft gelang dem Grafenhaus der größte Ausbau ihres Machtbereiches.
Nach der Emder Revolution mussten die Cirksena im Vertrag von Greetsiel anerkennen, dass in Emden nur noch die reformierte Religion gelehrt werden durfte. 1609 besetzten Truppen der Stadt Emden den Ort und die Burg nach Streitigkeiten der Landstände und dem Grafen Enno III.
1684 geriet Christine Charlotte von Württemberg als Regentin von Ostfriesland abermals in schwere Konflikte mit den Ständen, als sie versuchte, Ostfriesland in einen absolutistischen Staat zu verwandeln. Im Zuge dieser Auseinandersetzungen wurden auswärtige Mächte als Bündnispartner der Konfliktparteien in Ostfriesland aktiv. Auf Seiten der Fürstin standen damals die Niederlande, während die Stände den Großen Kurfürsten als Vorsitzenden des westfälischen Reichskreises anriefen. Am 6. November wurde die Burg in Greetsiel nach sechstägiger Belagerung durch 300 Mann regulärer brandenburgischer Regimenter eingenommen. Sie sollten dort eine dauerhafte brandenburgische Garnison einrichten, die fortan aus 200 Mann bestand und gemäß vertraglicher Vereinbarungen von den Ständen und den Ort Greetsiel getragen werden sollte. 1692 wurde die Stationierung der brandenburgischen Truppen in Greetsiel aber bereits wieder aufgegeben.
Nach dem Aussterben des ostfriesischen Grafenhauses und dem Machtantritt der Preußen im Jahre 1744 wurde die Burg ab 1755 zunächst als Zuchthaus genutzt und 1777 dann auf Abbruch verkauft. Erhalten sind heute nur noch das „Schatthaus“, der ehemalige Wirtschaftshof der Burg und das alte Steinhaus der Cirksena.

## Beschreibung
Das „alte Haus“ besaß mit seinen Maßen von 12,60 m × 11,50 m und 2 m starken Grundmauern den Charakter eines Turmhauses. Nach ihrem Ausbau war die Burg eine Vierflügelanlage mit Wehrturm und breitem Burggraben. Das „alte Haus“ wird wohl zunächst den Ostflügel der neuen Burg gebildet haben, im Zuge der östlichen Burgerweiterung aber abgebrochen worden sein. Der vierseitige Backsteinbau maß von Nordosten nach Südwesten 31,40 m. Die Höhe vom Burggraben bis zum Dach betrug 9,42 m. Ein Eckturm wies eine Höhe von 31,40 m und einen Durchmesser von 10 m auf. Ein 25 m breiter und über 6 m tiefer Wassergraben mit Holzbrücke umgab die Burg.